# Last Episode
Last Episode – niemiecka wytwórnia muzyczna z siedzibą w Schwäbisch Gmünd, działająca w latach 1994–2001 i kontynuująca później (2002–2007) działalność pod nazwą Black Attakk. Skupiała głównie zespoły z nurtu black i pagan metal.

## Historia
Firma powstała w 1994 r. z inicjatywy Karstena Jakoba działając początkowo pod nazwą Last Epitaph, która wobec istnienia rezydującej w USA Epitaph Records i chęci uniknięcia konfliktów odnośnie do nazwy, w 1996 r. zmieniona została na Last Episode. Jednymi z pierwszych wydawnictw wytwórni były m.in. zachodnia wersja debiutu Behemoth Sventevith – Storming Near the Baltic oraz EP-ka Sjel av natten norweskiego Forgotten Woods. Po niedługim czasie katalog firmy powiększył się o zespoły niemieckie i austriackie, do których należały m.in. Belphegor, Eisregen, Atanatos czy Mystic Circle zyskujące tym samym w pierwszych latach istnienia niezbędne wsparcie. Katalog ów zasiliły krótko potem zespoły spoza niemieckojęzycznego regionu do których należały m.in. Damnation oraz Nokturnal Mortum, wydający nakładem Last Episode kompaktową wersję albumu NeChrist. Oprócz sprzedaży wydawnictw własnych jednocześnie firma specjalizowała się w sprzedaży wysyłkowej i dystrybucji różnego rodzaju artykułów (płyty CD, koszulki, bluzy) innych wykonawców.
Z biegiem czasu w oczach zagorzałych zwolenników black metalu wytwórnia stała się symbolem kompletnego zepsucia wizerunku tejże sceny. Firmie zarzucano m.in. masowe podpisywanie kontraktów ze słabymi jakościowo zespołami oraz intensywne promowanie uległych komercyjnemu trendowi Andras czy Mystic Circle. Niepochlebne opinie o wydawnictwach Last Episode publikowały uznawane w podziemiu fanziny jak Tales of the Macabre, Chaos czy norweski Slayer krytykując zarazem błędne informacje odnośnie do egzemplarzy promocyjnych. Złe zdanie o wytwórni wyrazili niebawem również jej niedawni podopieczni jak Mystic Circle czy Suidakra oraz ówczesny partner handlowy w osobie Niklasa Kvarfortha z Shining, prowadzący dystrybucję pod szyldem Selbstmord Services.
Pod koniec lat 90. wytwórnia popadła w problemy finansowe, co doprowadziło do przesunięcia zapowiedzianych premier albumów Eisregen i Mystic Circle oraz odwołania zaplanowanych tras koncertowych. W 2001 r. Last Episode stanęła w obliczu bankructwa, w związku z czym zmuszona została do ogłoszenia upadłości.

## Ważniejsze wydawnictwa
- Behemoth – Sventevith – Storming Near the Baltic (1995)
- Mystic Circle – Morgenröte (Der Schrei nach Finsternis) (1996)
- Belphegor – Blutsabbath (1997)
- Andras – Die Rückkehr der dunklen Krieger (1997)
- Eisregen – Zerfall (1998)
- Atanatos – The Oath of Revenge (1998)
- Eminenz – Anti-Genesis (1998)
- Eisregen – Krebskolonie (1998)
- Aeba – Flammenmanifest (1999)
- Eisregen – Fleischfestival (1999)
- Eisregen – Leichenlager (2000)
- Nokturnal Mortum – NeChrist (2000)
- Belphegor – Necrodaemon Terrorsathan (2000)
- Eisregen – Farbenfinsternis (2001)
- Zorn – Schwarz Metall (2001)

Do wydawnictw należy także składanka The Return of the Black Warriors oraz kompilacje CD dołączane do istniejącego w latach 1994–2003 niemieckiego czasopisma Ablaze.

## Dalsza działalność jako Black Attakk
Rok po rozwiązaniu Last Episode Jakob rozpoczął w Heubach kontynuację działalności pod nazwą Black Attakk, wydając płyty takich zespołów jak Grabnebelfürsten, Dies Ater, Dark Fortress, Zorn czy  Equilibrium. Także i pod tym szyldem firma znajdowała się wielokrotnie pod ostrzałem krytyki zespołów, magazynów muzycznych i dystrybutorów. Podobnie jak w przeszłości wytwórni zarzucano nieprawdziwe informacje odnośnie do zawartości muzycznej wydawnictw, niedotrzymywanie umów oraz trudności w kontaktach. Jeden z zespołów (Sycronomica) posunął się do wszczęcia procesu sądowego z powodu nieuregulowania obiecanych kosztów sesji nagraniowej, zapowiedziana trasa koncertowa Dark Fortress  nie doszła do skutku, zespół Minas Morgul z kolei nie otrzymał należnych mu według umowy kopii wydanego albumu. Także grupa Vilkates krótko przed rozpoczęciem nagrań zerwała kontrakt, ostatecznie postępowanie sądowe przeciwko Jakobowi wniósł również jego były współpracownik, co przypieczętowało kres istnienia wytwórni. Od 2007 r. brak jest jakichkolwiek doniesień o działalności firmy.  